# Kim Do-kyoum
Kim Do-kyoum est un patineur de vitesse sur piste courte sud-coréen.

## Biographie
En 1998, Kim doit améliorer son état de santé et commence le patinage de vitesse sur piste courte à Gwacheon. Il considère le short-trackeur Viktor Ahn comme son modèle.

## Carrière
Pendant la troisième manche de la Coupe du monde de patinage de vitesse sur piste courte 2017-2018, il arrive en troisième position du 500 mètres et du 1500 mètres. Il prend la médaille d'argent pour le relais du 5000 mètres avec Seo Yi-ra, Kwak Yoon-gy et Park Se-yeong.Il gagne l'or au relais une semaine plus tard, à la Coupe du monde à Séoul.